# Raión de Berezivka
El raión de Berezivka (ucraniano: Березівський район) es un distrito en el óblast de Odesa del sur de Ucrania. Su centro administrativo es la ciudad de Berezivka.
Tiene una superficie total de 5551,6 km². Según el censo de 2001, tiene una población de aproximadamente 36.000 habitantes.

## Localidades
- Anatolivka
- Antonivka
- Balaychuk
- Berezivka
- Chervone
- Chervony Ahronom a Vyshneve
- Chiguirín
- Chornohirka
- Chudske
- Chyzhove
- Danilovka
- Demydove
- Don
- Dons'ka Balka
- Hulyayivka
- Ivanivka
- Karnahorove
- Kosivka
- Kotovka
- Krasne
- Krinichki
- Kudryavka
- Lanova
- Lukashivka
- Marianivka
- Marinove
- Michael-Oleksandrivka
- Myjailivka
- Neykov
- Novohryhorivka
- Novokalcheve
- Novopodil's'ke
- Novoselivka
- Odradna Balka
- Onorivka
- Osnova
- Petrivka
- Pivne
- Pozvit
- Raujivka
- Rozdol
- Ryasnopil
- Sadove
- Sakharove
- Semyjatky
- Shevchénkove
- Shutov
- Sofiivka
- Stavkove
- Stepanivka
- Sujine
- Tanivka
- Travneve
- Ulianivka
- Uva
- Vesele
- Veselynivka
- Viktorivka
- Vynohrad
- Yasnopillya
- Yurkove
- Zavodivka
- Zbrozhkivka
- Zelenopillia
- Zlatoustove